# Česká akademie zemědělských věd
Česká akademie zemědělských věd (ČAZV) je příspěvkovou organizací Ministerstva zemědělství České republiky a vědeckým poradním orgánem českých ministrů zemědělství. Byla zřízena k 1. lednu 1993. Členy ČAZV jsou pracovníci zemědělského výzkumu, vývoje a vzdělávání. ČAZV úzce spolupracuje se Slovenskou akadémiou pôdohospodárskych vied. Základními cíli ČAZV je zlepšování vědecké úroveň výzkumné činnosti, vzdělávání v oblasti zemědělských věd a popularizace vědeckých poznatků.

## Historie

### Vznik
V devatenáctém století byly zakládány Zemědělské rady (v Čechách od roku 1872, na Moravě od roku 1897), které měly sloužit jako centra zemědělské osvěty. V roce 1924 byla založena Československá akademie zemědělská jako ústřední vědecká a osvětová instituce na podporu zemědělské vědy a v roce 1925 Svaz výzkumných ústavů zemědělských se sídlem v Praze.

### Po druhé světové válce
První poválečná společná schůze širšího předsednictva (v pořadí osmá) a ústředního výboru ČAZ (v pořadí pátá) se konala 8. června 1945 v místnostech ČAZ v Domě zemědělské osvěty v Praze. Přítomni byli: Ing. Jan Frič, Dr. K. Kavina, Dr. Václav Káš, Dr. Antonín Pfeffer, Dr. K. Kamenický, insp. Jan Kynčl, Ing. Josef Šťastný, Dr. Jan Brzorád, Dr. Oto Horák, Dr. Jan Musil, redaktor František Obrtel, Ing. František Čvančara, taj. předsednictva Ing. Bohumil Vláčil a důvěrník zaměstnanců Ing. František Lazecký. Jednání zahájil místopředseda Ing. Jan Frič. Členy očistné vyšetřující komise byli zvoleni: prof. Dr Tomáš Čep (z Vysoké školy zemědělské v Brně), Ing. František Charvát, Ing. Jan šafář, prof. Dr. Václav Vilikovský a za zaměstnance jejich důvěrník Ing. Fr. Lazecký.
První valná hromada členů Československé akademie zemědělské po druhé světové válce se konala 18. října 1945 v Grégrově sále Obecního domu hlavního města Prahy. Hlavním úkolem shromáždění mělo být posouzení činnost této vědecké zemědělské společnosti nejen za poslední dva roky 1943 a 1944, ale i za celou dobu okupace a položení základů pro její další práci. Valné shromáždění se konalo za účasti oficiálních hostů a bylo zahájeno proslovem úřadujícího předsedy Karla Kaviny a ministrů J. Ďuriše a Z. Nejedlého. Valná hromada schválila zaslání pozdravných telegramů prezidentu republiky Dr. Edv. Benešovi, předsedovi vlády Zdeňku Fierlingerovi, „Leninově všesvazové zemědělské akademii v Moskvě” a „Francouzské zemědělské akademii v Paříži”. Aklamací byli jednomyslně zvoleni: předsedou Dr. Karel Kavina (profesor Vysoké školy zemědělského a lesního inženýrství v Praze), místopředsedy Ing. Julius Gašparik (přednosta presidia povereníctva pre pôdohospodárstvo a pozemkovou reformu a předseda Jednotného svazu slovenských rolníků v Bratislavě), Ing. Jan Frič (vrchní lesní rada v Praze) a Ing. Dr. Oskar Mališ (spisovatel a přednosta odboru I. ministerstva zemědělství v Praze), gen. tajemníkem Ing. Dr. František Duchoň (přednosta Ústavu pro výživu rostlin státních výzkumných ústavů zemědělských v Praze).
Po roce 1948 řídila Akademie zemědělských věd také výzkumný ústav, který byl v roce 1959 po mnoha změnách transformován na Výzkumný ústav lesního hospodářství a myslivosti.

## Seznam odborných časopisů vydávaných ČAZV
- Agricultural Economics
- Czech Journal of Animal Science
- Czech Journal of Food Sciences

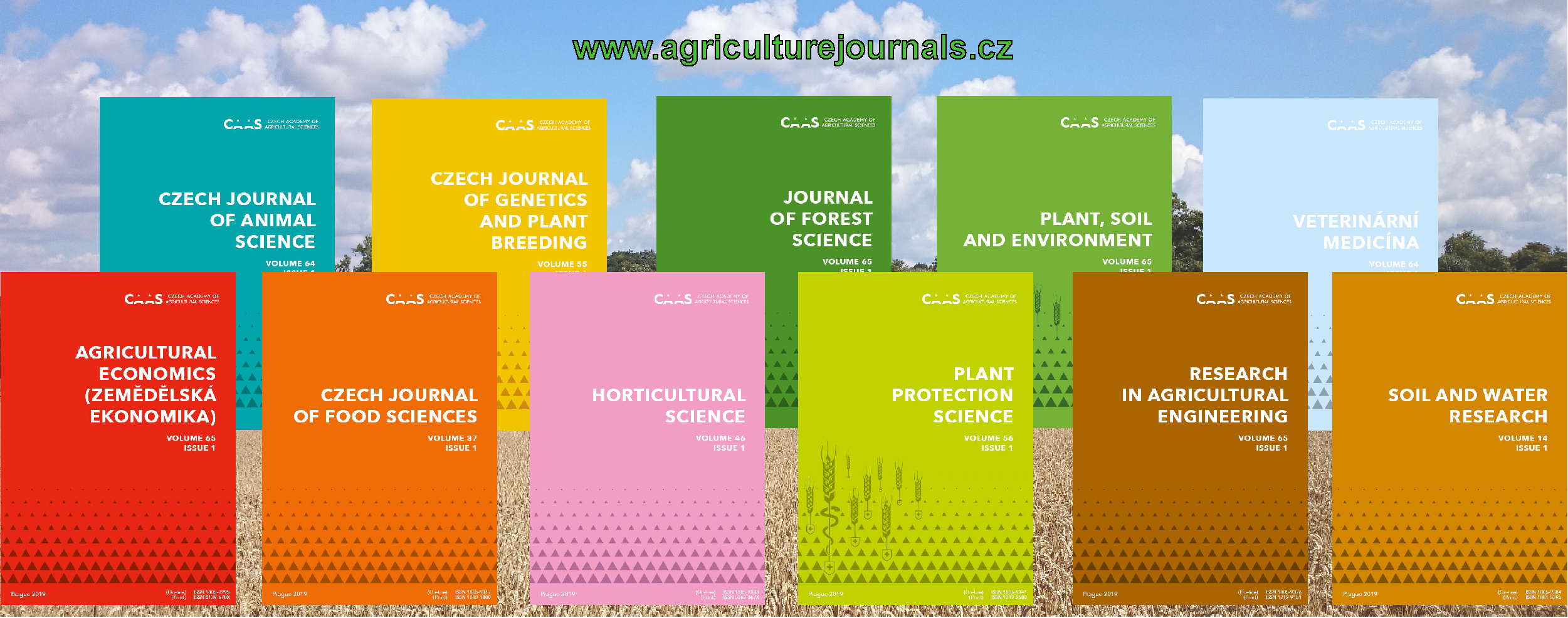
Časopisy vydávané ČAZV

- Czech Journal of Genetics and Plant Breeding
- Horticultural Science
- Journal of Forest Science
- Plant Protection Science
- Plant, Soil and Environment
- Research in Agricultural Engineering
- Soil and Water Research
- Veterinární medicína